# Tammy Wynette
Tammy Wynette (ur. 5 maja 1942 w Tremont, zm. 6 kwietnia 1998 w Nashville) – amerykańska piosenkarka i autorka utworów muzyki country. Nazywana „pierwszą damą muzyki country”, jej największym przebojem była piosenka „Stand by Your Man”. Nagrywała z wieloma artystami różnych stylów muzycznych, m.in. z Eltonem Johnem, Aaronem Neville’em, Smokeyem Robinsonem, Stingiem, grupą The KLF.

## Problemy zdrowotne
Wynette cierpiała z powodu dolegliwości zdrowotnych, które rozpoczęły się w 1970 roku, zapoczątkowanych operacjami na woreczek żółciowy, nerkę i guzki w gardle. W 1994 omal nie umarła z powodu infekcji brzusznej. Była w śpiączce przez 6 dni. Dokuczało jej też rozwinięte zapalenie dróg żółciowych, przez które była niejednokrotnie hospitalizowana od 1970, aż do śmierci w 1998. W ciągu życia przeszła 26 poważnych operacji. Mimo poważnego stanu zdrowia była w stanie prowadzić swą karierę i regularnie wyjeżdżać w trasy koncertowe.
Zmarła z przyczyn naturalnych, podczas snu, 6 kwietnia 1998 roku.